# Mileewa lackstripa
Mileewa lackstripa (лат.) — вид цикадок рода Mileewa из отряда полужесткокрылых насекомых. Эндемик Китая (Zhejiang, Fujian, Hainan).

## Описание
Длина около 4 мм. От близких видов отличается следующими признаками: вершина эдеагуса гениталий самца с апикальными отростками, причём эти апикальные отростки достигают середины длины эдеагуса (у Mileewa zhangi они короткие и не достигают середины); задняя часть мезонотума (скутеллюм) коричневато-чёрная, субгенитальная пластинка самцов с апикальным краем без зубчатого отросткам. Вид был впервые описан в 1998 году по материалам из Китая. Валидный статус вида был подтверждён в ходе ревизии, проведённой в 2021 году.